# Divadelní festival v Avignonu
Divadelní festival v Avignonu (Festival d'Avignon) je mezinárodní přehlídka divadla, která se koná každoročně v červenci ve francouzském městě Avignon. Založili ho v roce 1947 Jean Vilar a René Char ve snaze rozšířit mimopařížské kulturní dění. První ročník se konal pod názvem „Týden dramatického umění“ a zahájila ho hra Richard II.
Festival trvá tři týdny a patří k největším divadelním akcím na světě – v jeho průběhu se uskuteční okolo čtyř set představení a v roce 2019 ho navštívilo téměř 140 000 diváků. Program se dělí na část „In“, odehrávající se převážně na nádvoří papežského paláce, a neoficiální „Off“ v ulicích města, kde vystupují různé amatérské a experimentální soubory. Ředitelem festivalu je od roku 2013 Olivier Py.
V roce 2019 se na avignonském festivalu představilo také pražské Divadlo Archa s inscenací Jany Svobodové Obyčejní lidé. V roce 2025 se na festival vypravil pražský soubor Spitfire Company, a to se dvěma inscenacemi: Vivat Messi a Konec člověka.